# Герсвальде
Герсвальде (нем. Gerswalde) — община в Германии, в земле Бранденбург.
Входит в состав района Уккермарк. Подчиняется управлению Герсвальде. Население составляет 1672 человека (на 31 декабря 2010 года). Занимает площадь 96,79 км².
| Год  | Население |
| ---- | --------- |
| 2005 | 1844      |
| 2010 | 1680      |